# Houston Alexander
Houston Alexander (East St. Louis, 22 marzo 1972) è un lottatore di arti marziali miste statunitense.
Ha lottato nella prestigiosa organizzazione UFC tra il 2007 ed il 2009 collezionando due vittorie e quattro sconfitte, nella promozione Bellator, Shark Fights, Legacy Fighting Alliance e nella Konfrontacja Sztuk Walki. Attualmente lotta nel bareknuckle boxing per la Bare Knuckle Fighting Championship.
Oltre alle MMA Alexander è anche un DJ professionista con gli pseudonimi Scrib, Cone-Dome e FAS/ONE.

## Risultati nelle arti marziali miste
| Risultato  | Record      | Avversario           | Metodo                                | Evento                                        | Data              | Round | Tempo | Città                       | Note                                              |
| ---------- | ----------- | -------------------- | ------------------------------------- | --------------------------------------------- | ----------------- | ----- | ----- | --------------------------- | ------------------------------------------------- |
| Sconfitta  | 16-13-1 (2) | Guilherme Viana      | KO Tecnico (stop medico)              | Bellator 146                                  | 20 novembre 2015  | 2     | 5:00  | Thackerville, Stati Uniti   |                                                   |
| Sconfitta  | 16-12-1 (2) | Tony Lopez           | KO (pugni)                            | Legend Fights: Lopez vs. Alexander            | 14 luglio 2015    | 3     | 4:35  | Shawnee, Stati Uniti        |                                                   |
| Sconfitta  | 16-11-1 (2) | Virgil Zwicker       | Decisione (non unanime)               | Bellator CXXXII                               | 16 gennaio 2015   | 3     | 5:00  | Temecula, Stati Uniti       |                                                   |
| Parità     | 16-10-1 (2) | Virgil Zwicker       | Parità (maggioranza)                  | Bellator CXXIX                                | 17 ottobre 2014   | 3     | 5:00  | Council Bluffs, Stati Uniti | Incontro Catchweight (215 libbre)                 |
| Vittoria   | 16-10 (2)   | Matt Uhde            | KO Tecnico (stop medico)              | Bellator CXVII                                | 18 aprile 2014    | 2     | 5:00  | Council Bluffs, Stati Uniti |                                                   |
| Sconfitta  | 15-10 (2)   | Vladimir Matyushenko | Decisione (unanime)                   | Bellator XCIX                                 | 13 settembre 2013 | 3     | 5:00  | Temecula, Stati Uniti       | Debutto in Bellator                               |
| Vittoria   | 15–9 (2)    | Chuck Grigsby        | KO (pugno)                            | Victory FC 40                                 | 27 luglio 2013    | 4     | 1:39  | Ralston, Stati Uniti        |                                                   |
| Vittoria   | 14–9 (2)    | Dennis Reed          | KO Tecnico (Sottomissione ai pugni)   | Victory FC 39                                 | 30 marzo 2013     | 1     | 1:01  | Ralston, Stati Uniti        |                                                   |
| Sconfitta  | 13-9 (2)    | Jan Błachowicz       | Decisione (unanime)                   | KSW XX: Symfonia Walki                        | 15 settembre 2012 | 3     | 5:00  | Danzica, Polonia            | Per il titolo dei Pesi Mediomassimi KSW           |
| Sconfitta  | 13–8 (2)    | Gilbert Yvel         | KO (pugno)                            | RFA 2 - Yvel vs. Alexander                    | 30 marzo 2012     | 1     | 3:59  | Kearney, Stati Uniti        |                                                   |
| Sconfitta  | 13–7 (2)    | Steve Bossé          | KO (gomitata)                         | Instinct MMA 1                                | 7 ottobre 2011    | 2     | 4:11  | Montréal, Canada            |                                                   |
| Vittoria   | 13–6 (2)    | Razak Al-Hassan      | KO Tecnico (stop medico)              | MMA Fight Pit: Genesis                        | 13 agosto 2011    | 2     | 5:00  | Albuquerque, Stati Uniti    |                                                   |
| Vittoria   | 12–6 (2)    | Brian Albin          | KO Tecnico (stop medico)              | Caged In The Coliseum: Albin vs Alexander     | 25 giugno 2011    | 3     | 0:26  | Jackson, Stati Uniti        |                                                   |
| Vittoria   | 11–6 (2)    | Sokoudjou            | KO Tecnico (pugni)                    | Shark Fights 13: Jardine vs. Prangley         | 11 settembre 2010 | 2     | 1:31  | Amarillo, Stati Uniti       |                                                   |
| Vittoria   | 10–6 (2)    | David Griffin        | Decisione (unanime)                   | UFA 1: The Clash at the Coliseum              | 11 giugno 2010    | 3     | 5:00  | Charleston, Stati Uniti     |                                                   |
| No Contest | 9–6 (2)     | Justin Grizzard      | No Contest (dita negli occhi)         | Extreme Challenge: The Aftermath              | 27 marzo 2010     | 2     | -     | Council Bluffs, Stati Uniti |                                                   |
| Sconfitta  | 9–6 (1)     | Joey Beltran         | KO Tecnico (pugni)                    | 5150 Combat League/XFL: New Year's Revolution | 16 gennaio 2010   | 2     | 3:49  | Tulsa, Stati Uniti          | Per il titolo dei Pesi Massimi 5150 Combat League |
| Sconfitta  | 9–5 (1)     | Kimbo Slice          | Decisione (unanime)                   | The Ultimate Fighter: Heavyweights Finale     | 5 dicembre 2009   | 3     | 5:00  | Las Vegas, Stati Uniti      |                                                   |
| Vittoria   | 9–4 (1)     | Sherman Pendergarst  | KO Tecnico (calci alle gambe e colpi) | Adrenaline MMA IV                             | 18 settembre 2009 | 1     | 1:51  | Council Bluffs, Stati Uniti |                                                   |
| Sconfitta  | 8–4 (1)     | Eric Schafer         | Sottomissione (triangolo di braccio)  | UFC Fight Night: Diaz vs. Neer                | 17 settembre 2008 | 1     | 4:53  | Omaha, Stati Uniti          |                                                   |
| Sconfitta  | 8–3 (1)     | James Irvin          | KO (pugni)                            | UFC Fight Night: Florian vs. Lauzon           | 2 aprile 2008     | 1     | 0:08  | Broomfield, Stati Uniti     |                                                   |
| Sconfitta  | 8–2 (1)     | Thiago Silva         | KO (pugni)                            | UFC 78: Validation                            | 17 novembre 2007  | 1     | 3:25  | Newark, Stati Uniti         |                                                   |
| Vittoria   | 8–1 (1)     | Alessio Sakara       | KO Tecnico (ginocchiata e pugni)      | UFC 75: Champion vs. Champion                 | 8 settembre 2007  | 1     | 1:01  | Londra, Regno Unito         |                                                   |
| Vittoria   | 7–1 (1)     | Keith Jardine        | KO (pugni)                            | UFC 71: Liddell vs. Jackson 2                 | 26 maggio 2007    | 1     | 0:48  | Las Vegas, Stati Uniti      | Debutto in UFC                                    |
| No Contest | 6–1 (1)     | Todd Allee           | No Contest (ginocchiate illegali)     | Extreme Challenge 76                          | 31 marzo 2007     | 1     | 3:23  | Sloan, Stati Uniti          |                                                   |
| Vittoria   | 6–1         | Jon Murphy           | KO Tecnico (pugni)                    | Extreme Challenge 76                          | 31 marzo 2007     | 1     | 0:56  | Sloan, Stati Uniti          |                                                   |
| Vittoria   | 5–1         | Demian Decorah       | Decisione (unanime)                   | Downtown Destruction 1                        | 12 gennaio 2005   | 5     | 3:00  | Des Moines, Stati Uniti     |                                                   |
| Vittoria   | 4–1         | Brandon Quigley      | KO Tecnico (pugni)                    | Judgment Night 2                              | 3 novembre 2004   | 1     | 0:41  | Des Moines, Stati Uniti     |                                                   |
| Vittoria   | 3–1         | Justin Butler        | KO (pugni)                            | Gladiators 20                                 | 15 marzo 2003     | 1     | 0:38  | Des Moines, Stati Uniti     |                                                   |
| Vittoria   | 2–1         | Chuck Purdow         | KO Tecnico (Sottomissione ai pugni)   | Gladiators 17                                 | 18 agosto 2001    | 1     | 0:58  | Hastings, Stati Uniti       |                                                   |
| Vittoria   | 1–1         | Jamie Webb           | KO Tecnico (Sottomissione ai pugni)   | Gladiators 16                                 | 30 giugno 2001    | 1     | 2:18  | Des Moines, Stati Uniti     |                                                   |
| Sconfitta  | 0–1         | Jason Medina         | Sottomissione (triangolo di braccio)  | Extreme Challenge 40                          | 16 giugno 2001    | 2     | 0:47  | Springfield, Stati Uniti    |                                                   |